# Одећа
Одећа штити људско тело од екстремног времена и осталих утицаја из окружења. Носи се ради безбедности, удобности, моде али да би се истакле религиозност, културни или социјални карактер. Људи су једина створења која носе одећу добровољно, иако неки људи стављају одећу и на њихове животиње.
Практична функција одеће је да штити људско тело од опасности из околине: време (јако сунце, екстремне врућине или хладноће), инсекти, опасне хемикалије, сама природа. Одећа може заштитити од многих ствари које могу повредити голо људско тело. Одећа која је превише чиста, танка и мала нуди мању заштиту.
Истраживање одеће и текстила прати доступност и коришћење текстила и других материјала и развитак технологије израде одеће кроз историју.
Ношење одеће је искључиво људска карактеристика и део је већег дела друштва. Није познато када су људи почели да носе одећу, али антрополози верују да животињске коже и биљке су биле претворене у покриваче као заштита од хладноће, велике топлоте и кише поготово зато што су људи мигрирали на територије са другачијом климом. Алтернативна хипотеза је да су ти покривачи били у почетку коришћени у друге сврхе као што су магијске, за декорацију, веровања или престиж, а касније су схватили да имају практичније сврхе.
Историја служи као извор инспирације данашњим модним дизајнерима, као и тема професионалног интереса за купце који граде за представе, филмове и телевизију.
Постоји одећа за мушкарце и жене. Разлике су и у стиловима, боји и тканинама. У неким друштвима сукње, хаљине и ципела на штиклу су карактеристичне за женску одећу док је кравата за мушку. Генерално је прихватљиво да жене носе мушку традиционалну одећу, а обратно се сматра необичним.
У неким културама установљен је закон који гласи да оно што носе мушкарци морају и жене. Ислам захтева да жене носе више "скромну" одећу, обично хиџаб. Оно што се квалификује као "скромно" варира у различитим исламским друштвима. Од жена се тражи да покрију већи део тела него мушкарци. У исламу жене носе од мараме до бурке.
Мушкарци понекад одлуче да носе мушке сукње, као што су тоге или килтови, нарочито на свечаним приликама. У Шкотској је то вековни обичај. Такве сукње у прошлости су биле уобичајен начин одевања за поједине државе.

## Порекло одеће
Не постоји једноставан начин одређивања времена кад је одећа први пут била развијена, мада су неке информације произведене проучавањем ваши. Према тим проценама одећа је уведена пре око 42.000-72.000 година.

## Функције
Најочигледнија функција одеће је побољшање удобности носиоца, путем заштите носиоца од елемената окружења. У топлим климама, одећа пружа заштиту од опекотина од сунца или повреда услед ветра, док су у хладним климама њена термоизолациона својства генерално важнија. Склониште обично смањује функционалну потребу за одећом. На пример, капути, капе, рукавице и други спољни слојеви се нормално скидају приликом уласка у топлу кућу, поготово ако особа тамо живи или спава. Слично томе, одећа има сезонске и регионалне аспекте, тако да се тањи материјали и мањи број слојева одеће углавном носи у топлијим регионима и сезонама него у хладнијим.
Одећа обавља низ друштвених и културних функција, као што су индивидуална, професионална и родна диференцијација, и социјални статус. У многим друштвима, норме о одећи одражавају стандарде скромности, религије, пола и друштвеног статуса. Одећа такође може да функционише као облик украшавања и израза личног укуса или стила.
Одећа може да буде и била је у прошлости израђена од веома широког спектра материјала. Материјали се крећу од коже и крзна до тканих материјала, до сложених и егзотичних природних и синтетичких тканина. Не сматрају се сви телесни покривни предмети одећом. Предмети који се носе уместо да се облаче (као што су торбице), носе на једном делу тела и лако уклањају (шалови), који се носе само ради украшавања (накит) или они који служе функцији која није заштитна (наочаре), обично се сматрају додатном опремом, пре него одећом, изузев ципела.
Одећа штити од многих утицаја који могу да повреде откривено људско тело. Одећа штити људе од елемената, укључујући кишу, снег, ветар и друге временске прилике, као и од сунца. Међутим, одећа која је превише прозрачна, танка, мала, уска, итд, нуди заштиту у мањој мери. Одговарајућа одећа такође може да умањи ризик током активности као што су рад или спорт. Нека одећа штити од специфичних опасности, као што су инсекти, штетне хемикалије, време, оружје и контакт са абразивним супстанцама. Насупрот томе, одећа може да заштити животну средину од носиоца одеће: на пример доктори носе медицинску одећу.
Људи су били довитљиви у изналажењу решења за одећу у одговору на животну средину или друге опасности: као што су заштитно одело космонаута, климатизована одећа, оклопи, ронилачка одела, купаћи костими, пчеларска опрема, мотоциклистичка одећа, одећа високе видљивости, и други комади заштитне одеће. У међувремену, разлика између одеће и заштитне опреме није увек јасна, јер одећа која је дизајнирана да буде помодна често има заштитну вредност, а одећа намењена функцији често узима у обзир моду у свом дизајну. Избор одеће такође има друштвене импликације. Она покрива делове тела које друштвене норме захтевају да буду покривени, делује као облик украшавања и служи другим друштвеним циљевима. Неко ко нема средстава да набави разумну одећу због сиромаштва или њене приуштивости, или услед једноставног непостојања инклинације, понекад се каже да је одрпан, дроњав или отрцан.

## Истраживања
Дисертације о одећи и њеним функцијама се појављују од 19. века, када су се колонисти бавили новим окружењима. У првој половини 20. века спроведена су планска научна истраживања психосоцијалних, физиолошких и других функција одеће (нпр. заштитна, носива), уз појаву репрезентативних публикација као што је Џ. Ц. Флигелова „Психологија одеће” из 1930. године, и Њубургов семинални рад „Физиологија топлотне регулације и наука о одећи” из 1949. године. До 1968. године, област физиологије животне средине се значајно развила и проширила, док се наука о одећи у односу на физиологију животне средине мало променила. Од тада су спроведена знатна истраживања, и база знања је значајно порасла, мада су главни концепти остали непромењени. Стога савремени аутори и даље често цитирају Њубургову књигу, укључујући и оне који покушавају да развију терморегулаторне моделе развоја одеће.

## Порекло и историја

### Рана употреба
Према налазима археолога и антрополога, најранија одећа се вероватно састојала од крзна, коже, лишћа, и траве који су били огртани, обмотавани или везани око тела. Познавање такве одеће остаје инференцијално, пошто се материјали за одећу брзо деградирају у поређењу са каменом, костима, шкољкама и металним артефактима. Археолози су идентификовали врло ране шиваће игле од костију и слоноваче из периода око 30.000. п. н. е., пронађених у близини Костјонковског, Русија 1988. године. Осушена влакна лана која су могла да буду кориштена за израду одеће су нађена у праисторијској пећини у Грузији. Она потичу из периода око 34.000. п. н. е. Дрво и кости су први материјал за израду игала за шивење. Били су довољно јаки, удобни за употребу и дуго су служили.
Научници и даље расправљају када су људи почели да носе одећу. Ралф Китлер, Манфред Кајзер и Марк Стоункинг, антрополози при Макс Планковом институту за еволуциону антропологију, су спровели генетичку анализу људске телесне ваши и извели су закључак да је одећа кориштена током задњих 170.000 година. Телесне ваши су индикатор ношења одеће, пошто већина људи има веома ретку длаку, те је стога вашима неопходно да људи носе одећу да би преживеле. Њихово истраживање сугерише да се изум одеће вероватно поклапао са миграцијом модерне Homo sapiens врсте на север далеко од топле климе Африке, за коју се сматра да је почела пре између 50.000 и 100.000 година. Међутим, друга група истраживача је користећи сличне генетичке методе проценила да је одећа кориштена у задњих 540.000 година. За сад, датум порекла одеће остаје нерешен. До осамнаестог века деца су углавном носила одећу сличну оној одраслих. 

## Животни циклус

### Негужвајућа одећа
Смола која се користи за израду негужвајућих кошуља отпушта формалдехид, који може да узрокује контактни дерматитис код неких људи. Не постоје законски захтеви за декларисање ове појаве. Године 2008. је амерички Уред за одговорност владе тестирао за присуство формалдехида у одећи и утврђено је да је генерално присутан у највишим концентрацијама у негужвајућим кошуљама и панталонама. Године 1999, једно истраживање утицаја прања на нивое формалдехида је утврдило да је шест месеци након прања 7 од 27 кошуља имало нивое веће од 75 ppm, што је безбедносни лимит за директно излагање коже.

### Рециклирање
Коришћена, неносива одећа може наћи примену у изради креветних прекривача, крпара, тепиха, завоја, и многим другим кућним употребама. Она исто тако може да буде рециклирана у папир. У западним друштвима, стара одећа се често баца или се донира у добротворне сврхе (као што је путем контејнера за одећу). Она се исто тако продаје путем консигнација, агенција за одећу, бувљих пијаца, и на онлајн аукцијама. Кориштена одећа се често прикупља у индустријским размерама да би била сортирана и отпремљена за даљу употребу у сиромашнијим земљама. Глобално, кориштена одећа је вредна око 4 америчких долара милијарде, при чему су САД водећи извозник са 575 америчких долара милиона.
Постоји много забринутости у погледу животног циклуса синтетичке одеће, која првенствено долази од петрохемикалија. За разлику од природних влакана, њихов извор није обновљив и она нису биоразградива.
Вишак инвентара одеће се понекад уништава како би се сачувала вредност марке.

## Врсте одеће
- Капе где спадају: капа, шешир, шајкача, марама, шал, фес, клобук, шубара...
- Горња одећа где спадају: кошуља, џемпер, сако, прслук ...
- Доња одећа где спадају: фармерице, хаљина, чарапе ...
- Зимска одећа: јакна, капут, бунда, шињел...
- Летња одећа: мајица, шортс ...
- Доњи веш: пиџама, гаће, брусхалтер